# Gantt (Alabama)
Gantt – miasto w Stanach Zjednoczonych, w stanie Alabama, w hrabstwie Covington. W roku 2023 miasto zamieszkiwały 202 osoby, a gęstość zaludnienia wynosiła 114,1 osoby/km².